# 金融調節
金融調節（きんゆうちょうせつ）とは経済学用語の一つ。中央銀行が金融市場全体の資金の過不足を調節することを金融調節と言う。中央銀行が資金の供給、吸収を行うという形で実施されており、このことが金利水準やマネーサプライに影響を及ぼす。金融機関への貸し出しと、市場での売買取引を行うということが金融調節を行う手段である。
日本においては、日本銀行法第15条第1項で金融調節事項の内容が定められ、日本銀行政策委員会の会合のうち、「金融政策決定会合」において方針が決定されており、その実現のために金融市場で民間金融機関を相手に債券や手形の売買が実施されている。日本銀行は概ね6か月に1回、その状況を記載した報告書を作成し、財務大臣を経由して国会に提出することが定められている（日本銀行法第54条第1項）。